# Mark Few
Mark Few (n. 27 decembrie 1962, Creswell⁠(d), Oregon, SUA) este un antrenor de baschet ce a reprezentat Statele Unite ale Americii, medaliat olimpic. A participat la o ediție a Jocurilor Olimpice (2024) în care a câștigat o medalie de aur.